# Благодари
«Благодари» — четвёртый альбом группы SunSay, вышедший в 2013 году.
В музыкальном плане «Благодари» весьма существенно отличается от предыдущих пластинок. Стиль альбома Андрей Запорожец определил как «def kef» — нечто среднее между хип-хопом, дабстепом и этнической музыкой. В то же время мотивы и идеи текста песен коллектива, наоборот, остались прежними: идея непрерывности жизни, стремление к добру, воспевание открытости и подлинности чувств и поступков людей.
Столь же радикальными образами отличаются и оценки, данные альбому. Если одни обозреватели называют его не более чем «сборником экспериментов», то другие не скупятся утверждать, что SunSay произвели революцию в музыкальном мире и представили «новый уровень восприятия звука».
«Альбом спродюсирован двумя очень разными людьми, любителем low-fi экспериментов
Костей Чалых, который семплировал звук разбитой чашки на свой крошечный диктофон и внес множество неожиданных странностей в звучание. И повелителем ритма Вячеславом "Fame" Семенченко, который сделал барабаны, басы, скретчи и повлиял на аранжировку настолько, что мы решили назвать это Def Kef, так как нам показалось, что мы не слышали подобной музыки до этого! В альбоме также поучаствовал весь бэнд SUNSAY и каждый вложил кусочек души, а Артем Алтунин расставил все по местам во время сведения. И вот он новый альбом SUNSAY в стиле Def Kef!»
Как и предыдущий альбом, «Благодари» выложен на сайте Kroogi.com, где каждый желающий может бесплатно прослушать или скачать композиции с пластинки, а также, при желании, отблагодарить группу, пожертвовав произвольную сумму денег.

## Список композиций
| №  | Название           | Длительность |
| -- | ------------------ | ------------ |
| 1. | «Благодари»        | 3:26         |
| 2. | «Кефир»            | 3:35         |
| 3. | «До рассвета»      | 2:19         |
| 4. | «Просыпаться пора» | 3:57         |
| 5. | «Время лети»       | 3:00         |
| 6. | «Сейчас и здесь»   | 2:35         |
| 7. | «Мы не одни»       | 2:39         |
| 8. | «От тебя»          | 6:33         |

## Интересные факты
- Схема распространения альбома осталась такой же, как и в случае с альбомом «Легко»: приобрести альбом на физическом носителе можно только на концертах группы; цифровая версия альбома доступна для свободного прослушивания и скачивания в интернете.
- Название музыкального стиля «def kef» произошло от сочетания двух сокращений: kef — от слова «кефир» (песня с таким названием есть на альбоме), также на американском слэнге kef — «кайф»; и «def» — на хип-хоп жаргоне «крутой» .[5]